# کریستین دمیرتاش
کریستین دمیرتاش (انگلیسی: Christian Demirtaş؛ زادهٔ ۲۵ مهٔ ۱۹۸۴) بازیکن فوتبال اهل آلمان است.
از باشگاه‌هایی که در آن بازی کرده‌است می‌توان به باشگاه فوتبال کارلسروهه، باشگاه فوتبال وورتسبورگ کیکرز، باشگاه فوتبال ماینتس ۰۵، و باشگاه فوتبال کارل زایس ینا اشاره کرد.